# Goodenia geniculata
Goodenia geniculata är en tvåhjärtbladig växtart som beskrevs av Robert Brown. Goodenia geniculata ingår i släktet Goodenia och familjen Goodeniaceae. Inga underarter finns listade i Catalogue of Life.